# 武康大楼
武康大楼，原名诺曼底公寓（I.S.S Normandie Apartment）又称东美特公寓，位于上海徐汇区淮海中路1842-1858号。大楼始建于1924年，由万国储蓄会（ISS）出资兴建，由旅居上海的建筑设计师邬达克设计，是上海第一座外廊式公寓大楼。1994年，武康大楼入选第二批上海市优秀历史建筑。

## 历史
1920年代，随着上一个十年租界的进一步扩大和人口的快速涌入，以及欧美产生新的居民用房建筑形式，上海也开始逐步出现公寓式大楼住宅。期间，万国储蓄会出资组建了中国建业地产公司，负责开发和经营申城的房地产业。1924年，中国建业地产公司购入位于今淮海中路、武康路口呈30°角的土地，斥资兴建公寓住宅。公寓由克里洋行的匈牙利籍设计师邬达克主导打样设计，法商华法公司为承建商。
当时建业地产在上海的公寓或住宅区一般都以法国地名作为名称，因此大楼落成后便以法国西北部的半岛诺曼底而命名。诺曼底公寓是上海最早的一批现代化高层公寓，当时入住公寓的一般都以上层侨民为主。根据1937年字林洋行出版的《中国行名录》中上海街道指南栏目里的记录，当时居住于此的有嘉第火油物业公司的销售总代理、美亚保险公司上海办事处的经理、西门子上海公司经理等一大批洋行、外商的高级职员。太平洋战争爆发后，居住的大批英、美法侨民为日军关入集中营，或遣送出境。至1945年前，诺曼底的入住率只剩下三分之一。
1945年，随着抗战的胜利以及万国储蓄会的负债业务到期，战时遭受严重损失的万国储蓄会难以清偿债务。当时参与的债主纷纷要求上海市府出面干预以保护债权人的利益。1946年，上海市政府责令万国储蓄会破产清理，其名下大部分产业由市府进行拍卖，所得现金用于清偿债务。部分产业则有政府出资收购，诺曼底公寓则属于政府出资购入的产业之一。之后公寓的大部分套间由市府分配给公务员。
1953年，诺曼底公寓被上海市人民政府接管并更名为武康大楼，划拨给徐汇区房管局作为公房管理，安置“南下军队干部和一些企事业单位的行政人员”，多为上海警备区干部；仅有部分原身份为工商业的业主主继续居住；由于临近上海音乐学院、上海交响乐团、上海电影制片厂，部分单位被划拨给南下的文艺界人士入住，包括赵丹、王人美、秦怡、孙道临、郑君里等，还有抢救居延汉简的沈仲章。文化大革命期间，原大楼的汽车间被改建为住宅，并更名“辅楼”，安置一些工人阶级入住。
改革开放后，部分单位流入房地产市场，一些住户决定购入产权并出售或出租；而警备区分配的单位则不在此列，继续向房管局缴纳房租。
2019年，上海对武康大楼进行全面修缮。

## 建筑
武康大楼，占地1580平方米，总建筑面积达9275平方米。大楼总体为钢筋混凝土结构，楼高八层，总高30余米，外观为法国文艺复兴式风格。由于所处的地理位置有限，大楼底层采用骑楼样式，将店面橱窗向内收缩，留出人行道空间。另外，一二层外立面采用水泥仿石墙墙面，使之成为大楼基座的样式。自三层起至第七层，外立面改用黄褐色砖块贴面。最顶楼的第八层继续使用水泥仿石质墙面，因此大楼呈现三个不同区段。在第三层和第八层，设计者采用外围连续长阳台作为三阶段腰线，同时强化其层次感。在大楼的北向，为解决房间采光问题，设计者特地在朝北处，向内留出两个大型天井。
大楼一、二层一般为店面等商铺用房，自三楼起基本为居民住房。内部户型分一室户、二室户、三室户和四室户四种类型，总计63套套间，佣人住房30余间，基本为朝南房间。每个单元的厨房和卫浴一般安排在北侧。卫生间内部设有专门的通风道。大楼内部的通勤除了回旋式楼梯以外，还设置客用、货用电梯共三部。虽经过多次维修，但基本上大楼电梯仍保留着上世纪中期采用半圆形指针的楼层指示器。
1930年，万国储蓄会在公寓东侧新建了一栋楼高五层的新大楼，又被命名为新武康大楼（武康大楼副楼），建筑面积1700平方米。另在武康路435号建有1400平方米的汽车库及附屋。截至2020年，武康大楼有居民143户，其中主楼96户，新楼9户，辅楼汽车间改造的38户。警备区公房月租约几十元人民币。

## 延伸文化
2014年起，由媒体人陈保平、作家陈丹燕组成组成的口述史团队对大厦1949年后的业主、物业及风貌保护区总规划师展开采访，编成出版物——《住在武康大楼》由同济大学出版社于2020年出版。